# BMW M5 (G90)
Pour les articles homonymes, voir G90 (homonymie).
La BMW M5 G90 est une automobile sportive produite par le constructeur allemand BMW.

## Présentation
La BMW M VII est dévoilée le 26 juin 2024. Elle est la septième génération de la berline et, pour la première fois, elle est équipée d'un moteur hybride avec un moteur électrique de 197 chevaux.

### M5 Touring (G99)
Cette génération de la M5 est également marquée par le retour de la M5 Touring, déclinaison déjà apparue sur les versions E34 et E61. La troisième M5 Touring sera dévoilée en novembre 2024.
Elle est présentée le 18 août 2024 au Concours d'élégance de Pebble Beach en Californie.